# Allium arlgirdense
Allium arlgirdense là một loài thực vật có hoa trong họ Amaryllidaceae. Loài này được Blakelock mô tả khoa học đầu tiên năm 1953.